# Robert Bauer
Robert Bauer (Pforzheim, 9 de abril de 1995) es un futbolista alemán que juega como centrocampista o defensa y su club es el Buriram United F. C. de la Liga de Tailandia.

## Carrera
Bauer llegó al FC Ingolstadt 04 en 2014 procedente del Karlsruher SC. Hizo su debut en la 2. Bundesliga el 31 de octubre de 2014 ante el Fortuna Düsseldorf reemplazando a Alfredo Morales durante el entretiempo. Anotó su primer gol en Bundesliga contra el SV Darmstadt 98 el 22 de noviembre de 2015.
El 23 de agosto de 2016 fichó por el SV Werder Bremen.

## Selección nacional
Entre Alemania o Kazajistán, Bauer reveló que había rechazado una oferta de esta última en febrero de 2015, con la esperanza de representar a Alemania. Un mes después, recibió su primera llamada de la selección de Alemania sub-20 y así jugar la Copa Mundial de Fútbol Sub-20 de 2015 en Nueva Zelanda. 
En 2016 fue convocado para disputar los Juegos Olímpicos de Río de Janeiro 2016 con la selección sub-23 de Alemania, consiguiendo la medalla de plata tras perder la final contra Brasil por penales.

## Clubes
| Club                        | País           | Año       |
| --------------------------- | -------------- | --------- |
| F. C. Ingolstadt 04         | Alemania       | 2014-2016 |
| S. V. Werder Bremen         | Alemania       | 2016-2019 |
| 1. F. C. Núremberg (cedido) | Alemania       | 2018-2019 |
| P. F. C. Arsenal Tula       | Rusia          | 2019-2021 |
| Sint-Truidense              | Bélgica        | 2021-2023 |
| Al-Tai                      | Arabia Saudita | 2023-2024 |
| Neftçi P. F. K.             | Azerbaiyán     | 2024-2025 |
| Buriram United F. C.        | Tailandia      | 2025-     |

## Palmarés

### Campeonatos internacionales
| Título           | Club (*)                     | Sede           | Año  |
| ---------------- | ---------------------------- | -------------- | ---- |
| Juegos Olímpicos | Selección de Alemania sub-23 | Río de Janeiro | 2016 |